# Lucky Luke: Nitroglycérine
Lucky Luke: Nitroglycérine, meglio noto solo come Lucky Luke o Nitroglycerine, è il primo videogioco basato sul personaggio di Lucky Luke, pubblicato nel 1987 per i computer Amstrad CPC, Atari ST, Commodore 64, MS-DOS, Thomson MO6 e Thomson TO8 dalla Coktel Vision in collaborazione con Cedic VIFI. È ispirato in particolare all'albo a fumetti Nitroglicerina (in originale Nitroglycérine della Dargaud, 1987). Il gioco è di genere misto e uscì solo con testo a video in francese o per alcune piattaforme in tedesco.

## Modalità di gioco
Il giocatore controlla Lucky Luke, incaricato di proteggere la costruzione della Central Pacific Railroad. L'avventura è composta da cinque fasi distinte, molto diverse come meccanica di gioco.
1. Si inizia in una cittadina del West, mostrata con visuale fissa in pianta dall'alto (di Lucky Luke si vede quasi solo il cappello). Il gioco consiste nel recarsi in vari luoghi della città nel giusto ordine, per ricevere istruzioni, equipaggiamento e infine prendere il treno.
2. Lucky Luke ha uno scontro a fuoco in città con un gruppo di banditi. Il protagonista è visto di spalle di fronte ad alcuni edifici e il giocatore può spostarlo in orizzontale e sparare in avanti. I banditi spuntano fuori da vari punti degli edifici e devono essere colpiti prima che sparino a loro volta, oppure Lucky Luke deve allontanarsi abbastanza da non essere colpito. L'obiettivo è eliminarne un certo numero prima di subire troppi colpi, dopodiché avviene una seconda scena dello stesso tipo dentro il saloon.
3. I fratelli Dalton hanno bloccato la ferrovia con una frana, Lucky Luke deve sconfiggerli e liberare l'ostruzione con la nitroglicerina. Il protagonista si muove in un ambiente multischermo a piattaforme, dove può camminare in orizzontale, arrampicarsi su corde e raccogliere e usare oggetti.
4. Si deve spostare un vagone da un punto a un altro di una stazione, vista dall'alto e composta da un groviglio di binari orientati in verticale e distribuiti su più schermate. Questa fase è un rompicapo, dove il giocatore può muovere avanti e indietro il vagone lungo i binari e commutare i numerosi scambi.
5. Analoga alla prima fase, ma stavolta ci si trova in un canyon desertico e bisogna compiere la giusta sequenza di azioni per pacificare gli indiani.